# Fiat 131
Fiat 131 — автомобіль італійської компанії Fiat, що випускався з 1974 по 1984 рік. Прийшов на заміну успішної, але технічно застарілої моделі Fiat 124. Мав 4- та 2-дверні версії седана і 5-ти дверну універсала.
131-му було присвоєно ім'я Mirafiori на честь місцевості біля Турина, де вироблялися ці автомобілі. Таким чином був відзначений розрив з колишньою системою Fiat, створеною в 1960-х роках, за якої найменування своїх моделей мали тільки тризначний номер, і був прийнятий шаблон англо-американського стилю назви автомобіля, з ретельним підбором імен для нових моделей. Спочатку, 131-й мав двигуни з 1,3 л. та з 1,6 л. Відбулися дві ревізії у 1978 та 1981. Всі ці моделі випускалися, поки виробництво не були припинено в 1984 році. В цілому 1513800 автомобілів було вироблено лише в Італії.
В порівнянні з Fiat 124 кузов Fiat 131 подовжився до 4230 мм, база виросла до 2490 мм. Задню підвіску доповнили тягою Панара, а спереду змонтували стійки McPherson. Робочий об'єм колишньої «четвірки» збільшився до 1,3 л, але потужнішою вона не стала. Також з'явився 75-сильний двигун 1,6 л. Коробок передач стало цілих три: чотирьох- і п'ятиступенева МКПП, а також трьохдіапазонна АКПП. До 1984 року в одній Італії було зібрано 1 513 800 машин, але випуск Fiat 131 налагодили ще й у Колумбії, Туреччині, Іспанії та в Марокко.

## Специфікації
У Fiat 131 використані конструкційні методи і технології, характерні для свого часу. Корпус був сталевий монокок. Розроблений за типовою конструкцією трьохоб'ємного кузова з окремим розташуванням для моторного відсіку, салону і багажника.
До поздовжньо розташованого двигуна кріпилася коробка передач, від якої за допомогою трубчастого карданного валу обертання передавалося на задні колеса.
Ранні моделі успадкували такі ж самі чотирьох-циліндрові двигуни, що встановлювались на 124-й, з блоком циліндрів з чавуну і головки блоку циліндрів (ГБЦ) з алюмінієвого сплаву.
Тільки пізніші моделі отримали добре відомі двигуни з подвійним верхнім розподільчим валом (DOHC), із зубчастим ременем ГРМ. Подача палива відбувалася через один двокамерний Weber ADF карбюратор зі сталевого паливного бака, що був встановлений у багажнику. Використовувалися традиційні контактні системи запалювання, як правило, з розподілювачами Marelli.
У системі підвіски використовується повністю незалежна передня підвіска МакФерсона, з двома важелями і стабілізатором поперечної стійкості. Задня підвіска була досить прогресивна в тому, що задня вісь перебувала під контролем подвійних поздовжніх важелів нерівної довжини і поперечного важеля (тяга Панарда), з пружинами і амортизаторами прямої дії. Ця конструкція набагато перевершувала багатьох своїх сучасників, особливо у стабільності і керованості автомобіля.
Гальмівна система також була типовою, мала передні дискові гальма, з однопоршневим супортом. Ззаду були барабанні гальма.
В інтер'єрі автомобіля використали волоконну оптику для підсвічування індикаторів вимикачів на панелі приладів.

## Серія 1 (1974—1978)
Fiat 131 Mirafiori був представлений на 55-му автосалоні у Турині в кінці жовтня 1974 р. 131 поставлявся з двигунами на вибір 1297 см³ або 1585 см³ OHV чотирьохциліндрових двигунів, які дісталися із сімейства двигунів Fiat 124. На обидва двигуни встановлювався карбюратор подвійним дроселем Weber 32 ADF. Чотирьох-ступінчаста механічна коробка передач була стандартною. Для двигуна 1600 опціонально встановлювали 5-ступінчасту або 3-х ступінчасту автоматичну коробку з гідротрансформатором.
Випускався у трьох видах кузовів: дводверне купе, чотирьохдверний седан і п'ятидверний універсал Familiare. Оздоблення салону виконувалось у двох видах, у початковому («Normale» або «Standard») мали дві невеликі квадратні фари у хромовому оздобленні, колеса і покришки з 124, спрощені предмети інтер'єру, хромований бампер. Розширений («Special» або «S») варіант відрізнявся від базової чотирма круглими фарами, іншою решіткою радіатора, бічними смугами вздовж боків кузова, хромовими оздобленням навколо вікон, і гумовими вставками на бамперах. Усередині нього додали вимірювальні прилади і годинник у трьох квадратних циферблатах, регульоване по висоті кермо, оббивку з тканини і відкидними сидіннями. Крім того, більш складні варіанти, такі як кондиціонер, тахометр, диференціал підвищеного тертя і вініловий дах — були виключно у Special. Кожен стиль оздоблення і комплектації міг комбінуватися з будь-яким з двигунів і рівнів оздоблення салону, за винятком спеціального майна, за винятком Special Estate з великим об'ємом двигуна. У версії для американського ринку був 1,8-літровий рядний SOHC із трьох-ступінчастою автоматичною коробкою передач від General Motors.
| Модель                 | Код двигуна  | Тип двигуна             | Роб. об'єм, діам. × хід     | Карбюратор                 | Потужність                                           |
| ---------------------- | ------------ | ----------------------- | --------------------------- | -------------------------- | ---------------------------------------------------- |
| Mirafiori 1300         | 131A.000[1]  | OHV I4                  | 1,297 куб.см 75.0 × 71.5 мм | 1×двокамерний Weber 32 ADF | 65 PS DIN (48 кВт; 64 к. с.) при 5,400 об. за хв.    |
| Mirafiori Special 1300 | 131A.000[1]  | OHV I4                  | 1,297 куб.см 75.0 × 71.5 мм | 1×двокамерний Weber 32 ADF | 65 PS DIN (48 кВт; 64 к. с.) при 5,400 об. за хв.    |
| Familiare 1300         | 131A.000[1]  | OHV I4                  | 1,297 куб.см 75.0 × 71.5 мм | 1×двокамерний Weber 32 ADF | 65 PS DIN (48 кВт; 64 к. с.) при 5,400 об. за хв.    |
| Mirafiori 1600         | 131A1.000[1] | OHV I4                  | 1,585 куб.см 84.0 × 71.5 мм | 1×двокамерний Weber 32 ADF | 75 PS DIN (55 кВт; 74 к. с.) при 5,400 об. за хв.    |
| Mirafiori Special 1300 | 131A1.000[1] | OHV I4                  | 1,585 куб.см 84.0 × 71.5 мм | 1×двокамерний Weber 32 ADF | 75 PS DIN (55 кВт; 74 к. с.) при 5,400 об. за хв.    |
| Familiare 1600         | 131A1.000[1] | OHV I4                  | 1,585 куб.см 84.0 × 71.5 мм | 1×двокамерний Weber 32 ADF | 75 PS DIN (55 кВт; 74 к. с.) при 5,400 об. за хв.    |
| Familiare Special 1600 | 131A1.000[1] | OHV I4                  | 1,585 куб.см 84.0 × 71.5 мм | 1×двокамерний Weber 32 ADF | 75 PS DIN (55 кВт; 74 к. с.) при 5,400 об. за хв.    |
| Abarth Rally[2]        | n/a          | DOHC 16-ти клапанний l4 | 1,995 куб.см 84.0 × 90.0 мм | 1×двокамерний Weber 34 ADF | 140 PS DIN (103 кВт; 138 к. с.) при 6,400 об. за хв. |
| US version             | n/a          | SOHC I4                 | 1,756 куб.см                | n/a                        | 87 PS (64 кВт; 86 к. с.)                             |

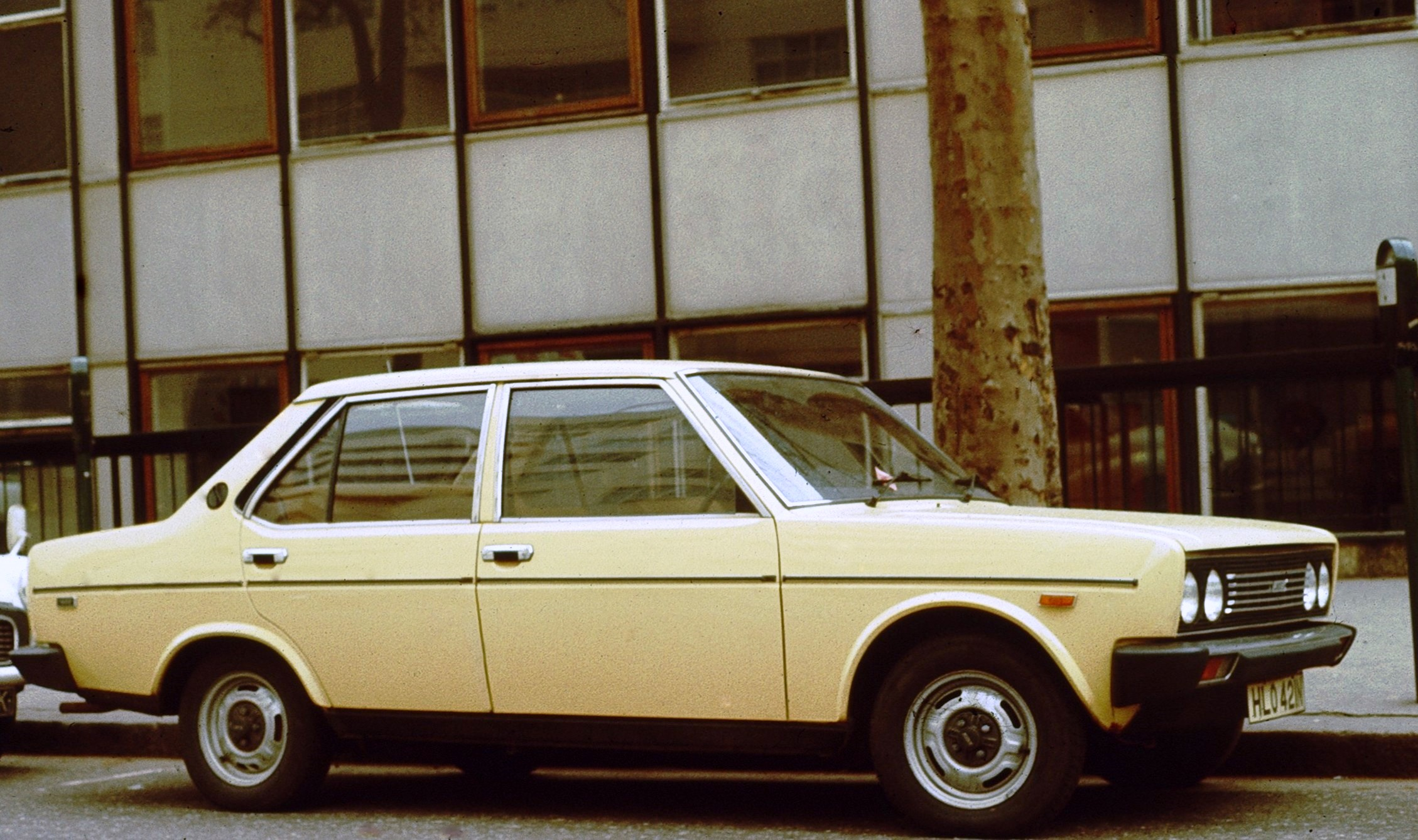
Fiat 131 Mirafiori Special
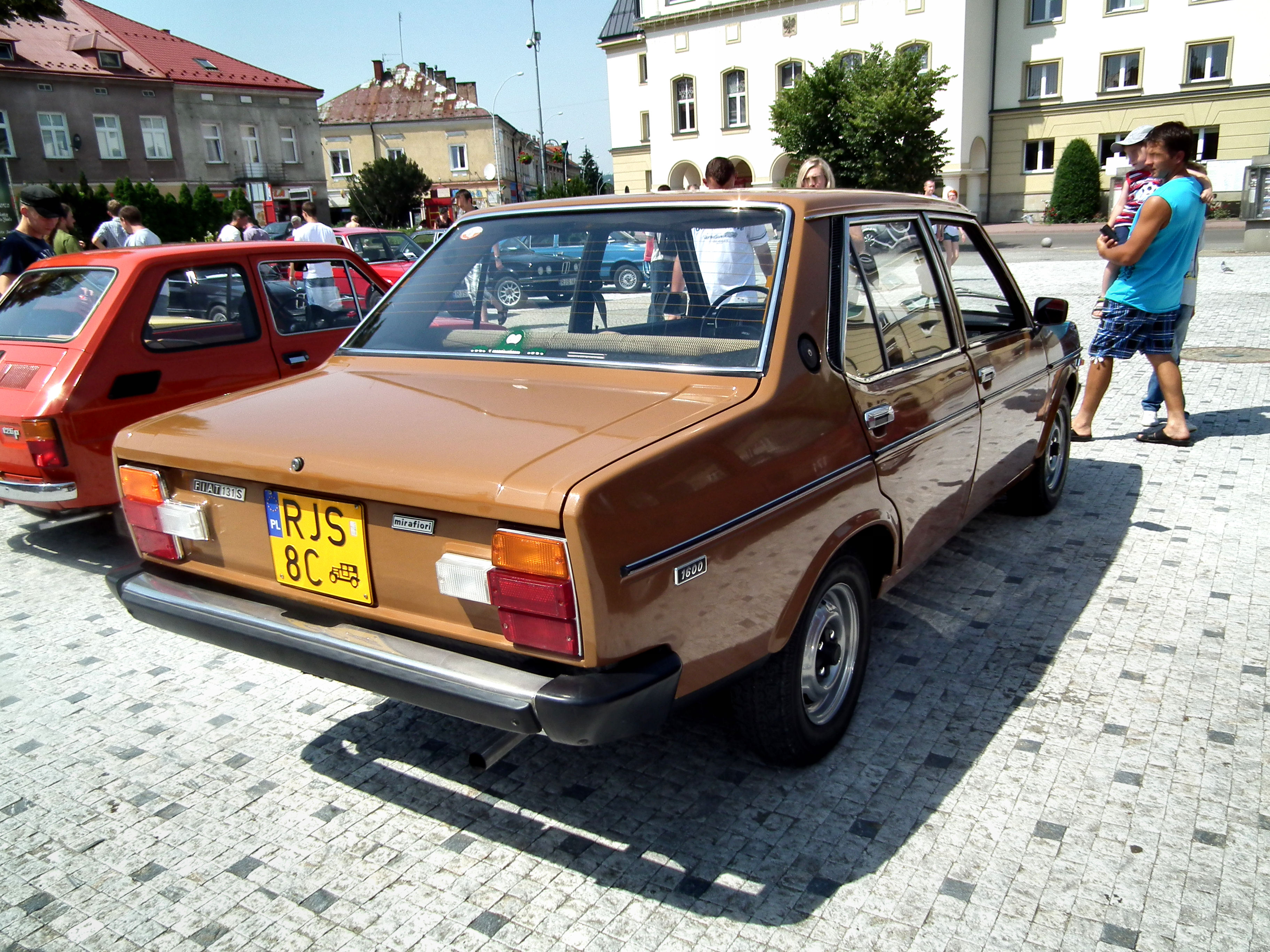
"T"-подібна форма задніх ліхтарів є характерною особливістю першої серії
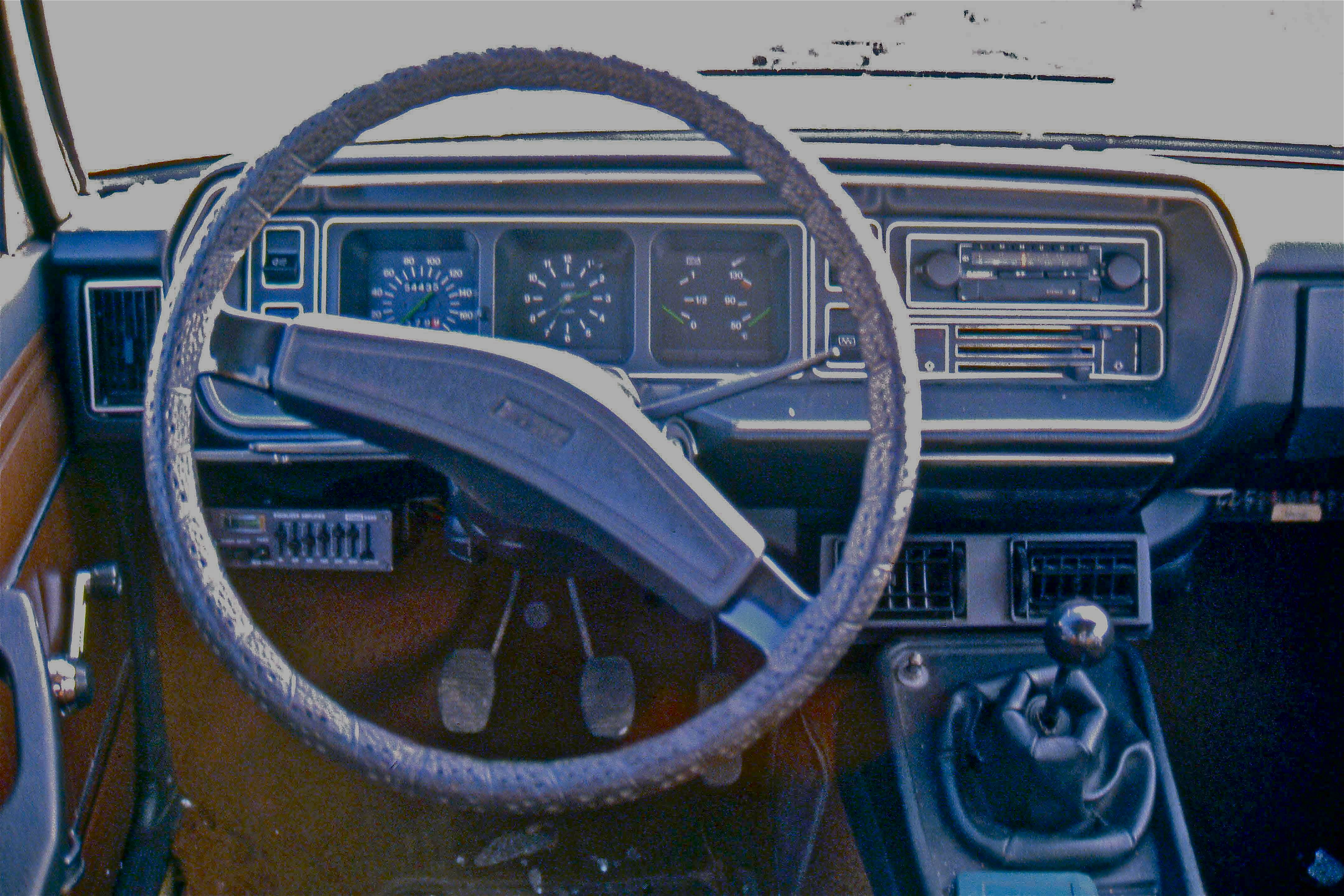
Панель приладів серії 1, Mirafiori Special's
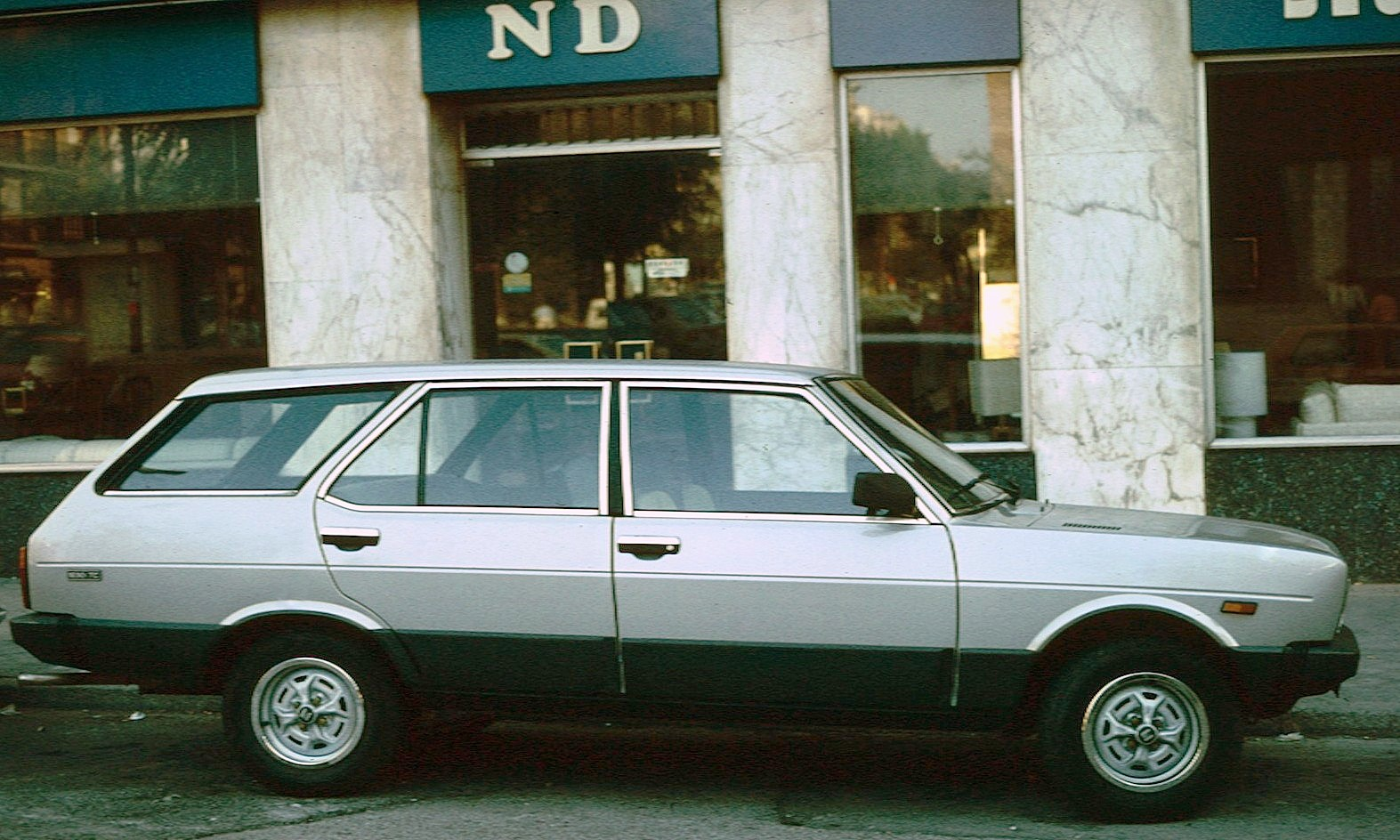
SEAT 131 Estate у кузові універсал

### Fiat Abarth 131 Rally Stradale

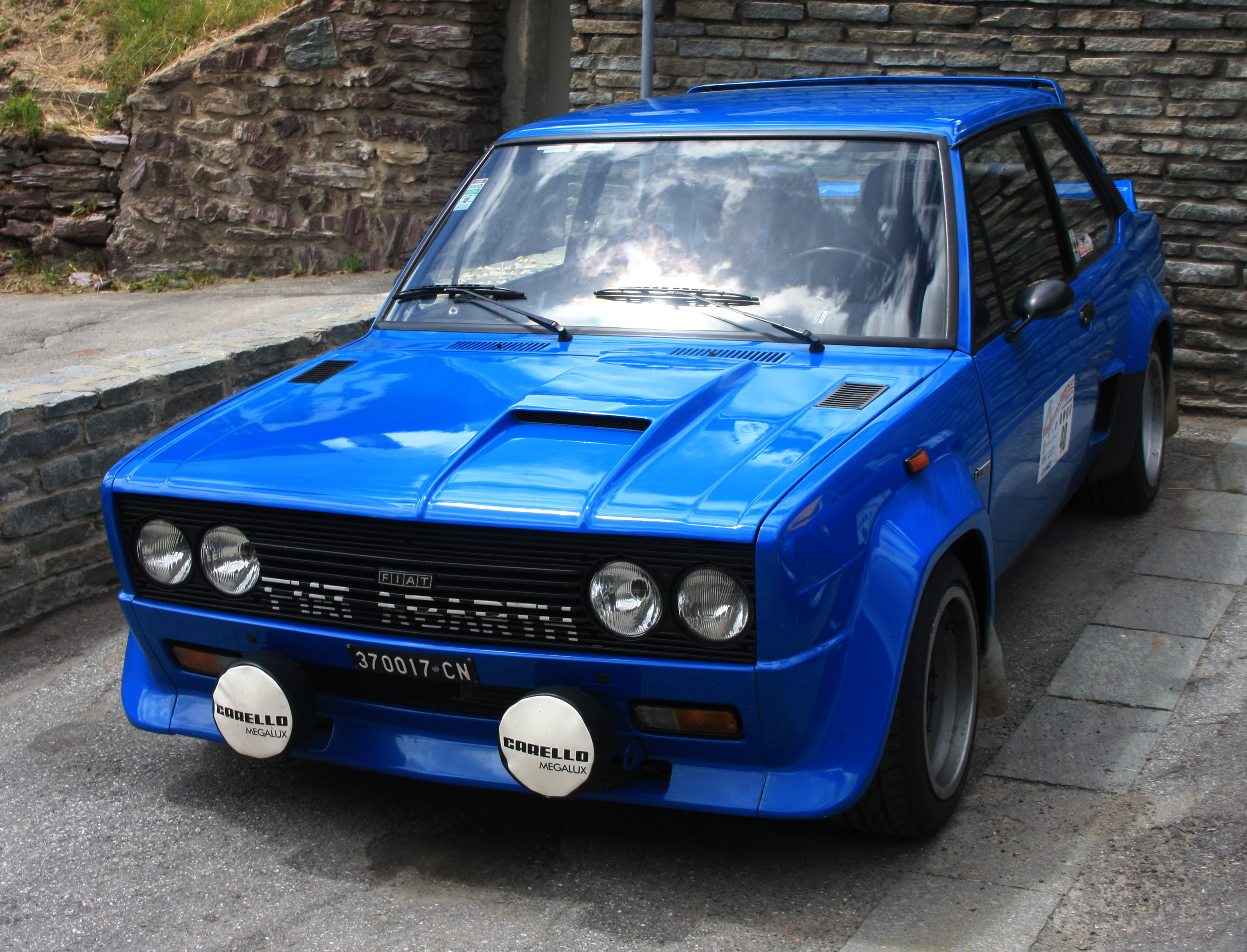
Fiat Abarth 131 Rally

У 1976 випущено 400 екземплярів Fiat Abarth 131 Rally у рамках омологації. Ці автомобілі були створені в кооперації між Fiat, Bertone та Abarth. Bertone зайнявся зовнішнім виглядом, вибравши для цього дводверний варіант кузова. Були встановлені склопластикові кришки капоту та багажнику, крила спереду і ззаду мали великі розширені арки коліс, що вміщували 15» диски Cromodoras. Зазнала зміни нижня внутрішня частину кузова для встановлення незалежної задньої підвіски.
Дорожня версія автомобіля мала двигун DOHC з 16-ти клапанною ГБЦ та подвійним карбюратором Weber, і який мав потужність 140 PS (103 кВт; 138 к.с.). Встановлювалася стандартна коробка передач без будь-яких синхронізаторів і гальмівна система з малого Fiat 127. Ралійні автомобілі використовували також систему змащування із сухим картером та механічний інжектор Kugelfischer. У ралійному варіанті двигун виробляв потужність до 240 к.с. (180 кВт) в 1980 році.

## Серія 2 (1978—1980)
131-й у 1978 р. отримав першу модернізацію. Автомобілі з новим DOHC, або «Twin Cam» (TC) двигуном отримали нову назву «Supermirafiori». Найбільших змін зазнав екстер'єр — на кришках капоту та багажнику зникли поздовжні виїмки, стали встановлювали нові великі прямокутні фари, великі прямокутні задні ліхтарі з інтегрованими протитуманними ліхтарями, нові пластикові бампери та молдінги вздовж кузова. Інтер'єр салону отримав оновлену панель приладів, дво- або односпицеві рульові колеса, нові матеріали оббивки салону.
Також у 1978 р. була представлена дводверна версія «Racing» (відома як «Mirafiori Sport» у Великій Британії та Німеччині) з потужністю 115 PS (85 kW). Цей автомобіль мав чотири круглі фари (зовнішні були більшого діаметра, ніж внутрішні, і які встановлювалися лише на цій моделі), нову решітку радіатору, пластикові накладки на арки коліс та нову п'ятиступеневу коробку передач з коротким штоком. В окремій серії, названу на честь ралійного гонщика Вальтера Рьорля (Walter Röhrl) встановлювалися гумові спойлери на дах та кришку капоту, пластикові накладки на задні стійки даху із стилізованим автографом, "ралійні" дзеркала заднього виду, передні круглі протитуманні фари (як опція). Матеріалом оббивки салону становив чорний або червоний велюр.
| Модель         | Об'єм          | Тип двигуна     | Потужність                                            |
| Mirafiori      | 1,297/1,301 сс | straight-4 ohv  | 65 PS (48 кВт; 64 к. с.)                              |
| Supermirafiori | 1,297/1,301 cc | straight-4 dohc | 78 PS (57 кВт; 77 к. с.)                              |
| Supermirafiori | 1,585 cc       | straight-4 dohc | 96 PS (71 кВт; 95 к. с.)                              |
| Panorama       | 1,297/1,301 cc | straight-4 ohv  | 65 PS (48 кВт; 64 к. с.)                              |
| Panorama       | 1,585 cc       | straight-4 ohv  | 75 PS (55 кВт; 74 к. с.)                              |
| Diesel         | 1,995 cc       | straight-4      | 60 PS (44 кВт; 59 к. с.)                              |
| Diesel         | 2,445 cc       | straight-4      | 72 PS (53 кВт; 71 к. с.)                              |
| Racing         | 1,995 cc       | straight-4 dohc | 115 PS (85 кВт; 113 к. с.)                            |
| Brava          | 1,756 cc       | straight-4 ohv  | 87 PS (64 кВт; 86 к. с.)                              |
| Brava          | 1,995 cc       | straight-4 ohv  | 87 PS (64 кВт; 86 к. с.) CA: 81 PS (60 кВт; 80 к. с.) |
| Brava EFI      | 1,995 cc       | straight-4 ohv  | 103 PS (76 кВт; 102 к. с.)                            |

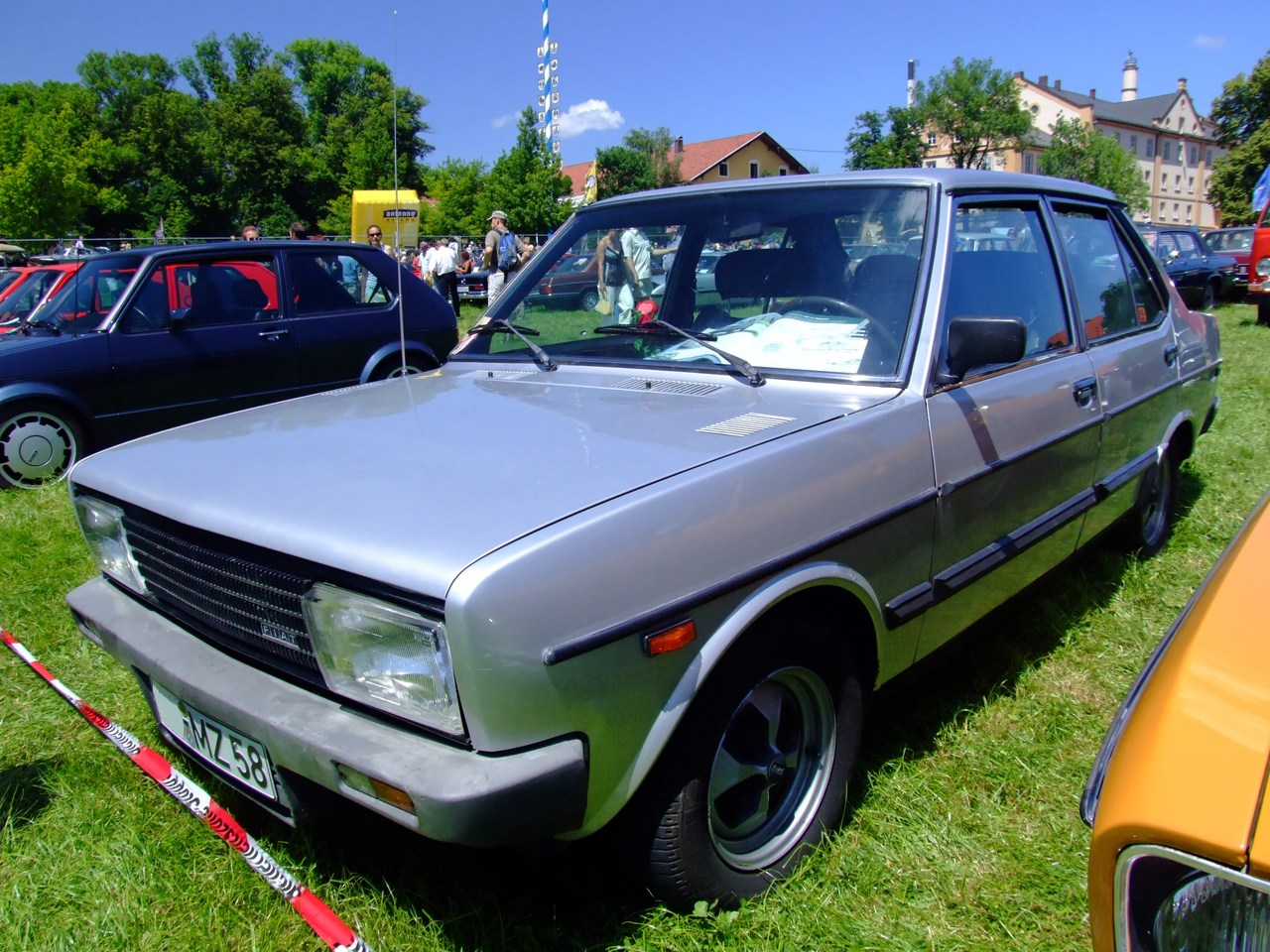
Fiat 131 Supermirafiori (1978–1981)
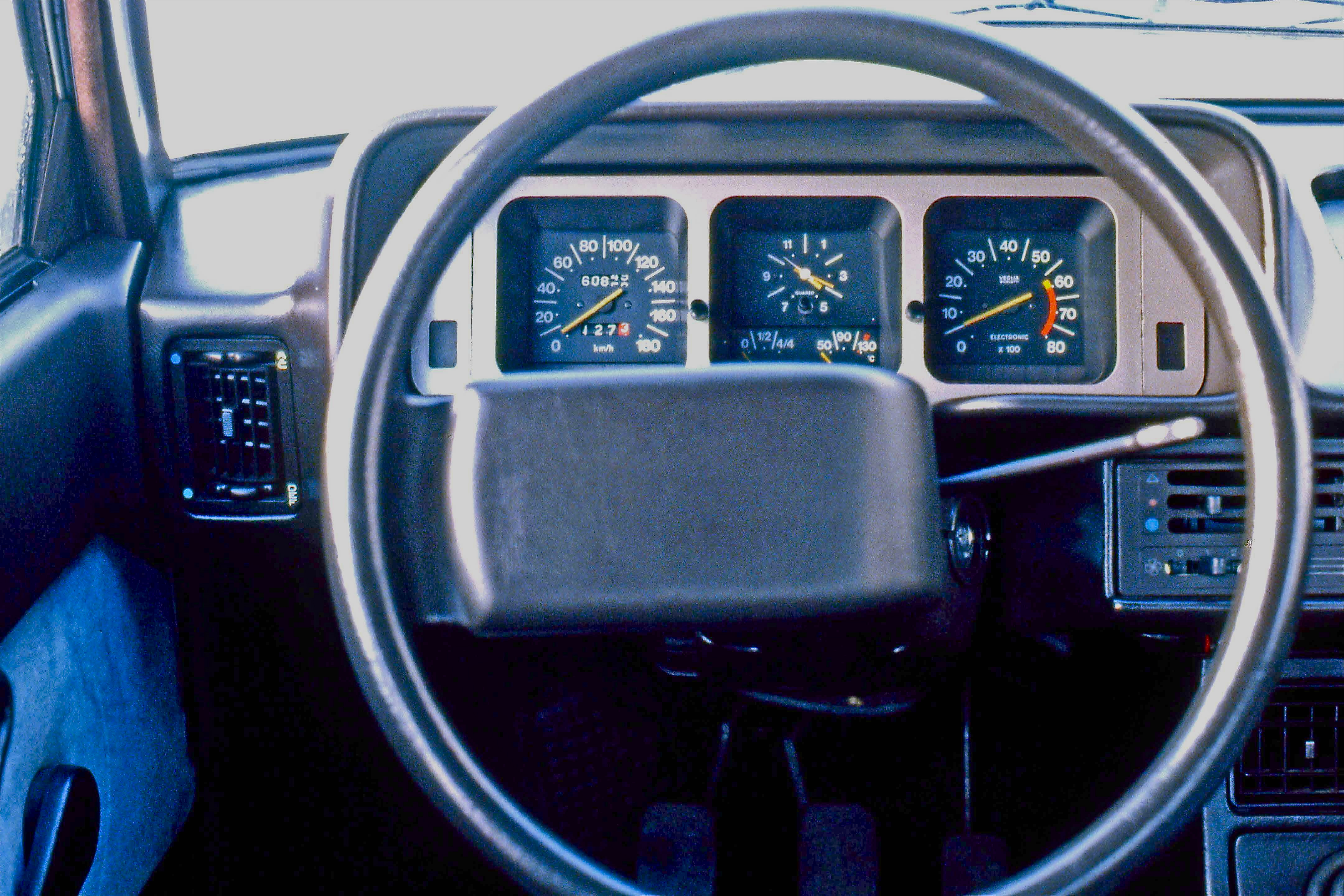
Панель приладів Серії 2

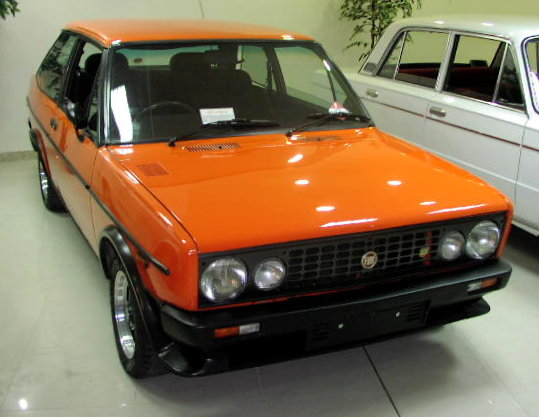
Fiat 131 2000 TC Racing (1978–1982)
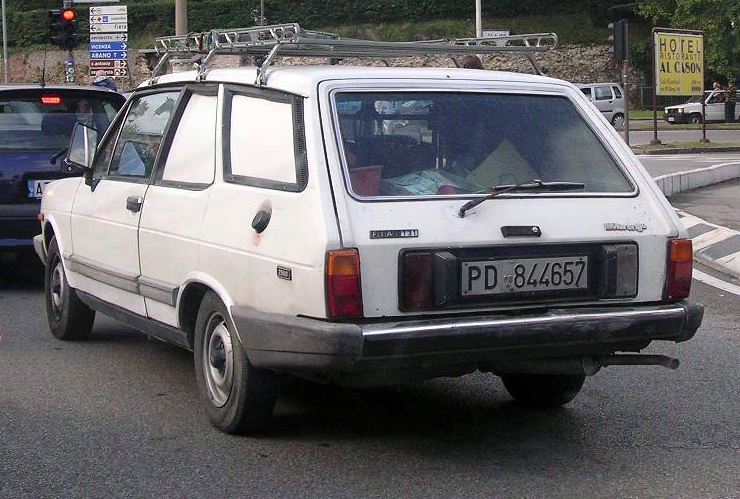
Fiat 131 Panorama (1978–1981)

### 131 Hybrid
У 1980 р. ФІАТ представив 131-й Ibrido, експериментальний прототип з невеликим двигуном об'ємом 903 куб.см. з Fiat 127, у якому зменшили потужність до 33 к. с. (25 кВт), до якого під'єднали 24 кВт електричний мотор постійного струму. Акумулятор ємністю 250 А/год розташовувався в багажнику, важив 175 кг.

## Серія 3 (1980—1984)
У березні 1981-го відбувається наступне оновлення 131-го. Виробництво Racing/Sport припинилося, хоча вони добре продавалися у 1982 р. Той самий двигун 2.0 TC встановлювався у Supermirafiori. Автомобіль отримав трохи обновлений внутрішній інтер'єр, нові задні ліхтарі, нижні накладки на кузові. Вийшли нові двигуни SOHC 1,4 L і SOHC 1,6 L, переглянута підвіска, бензобак трохи збільшився в розмірах (53 л). Стали опціонально встановлювати гідравлічну рульову рейку, центральний замок, електросклопідйомники та кондиціонер. У 1982 році з`явилася нова спорт-версія Volumetrico Abarth з 2-літровим Twin-cam двигуном із механічним компресором.

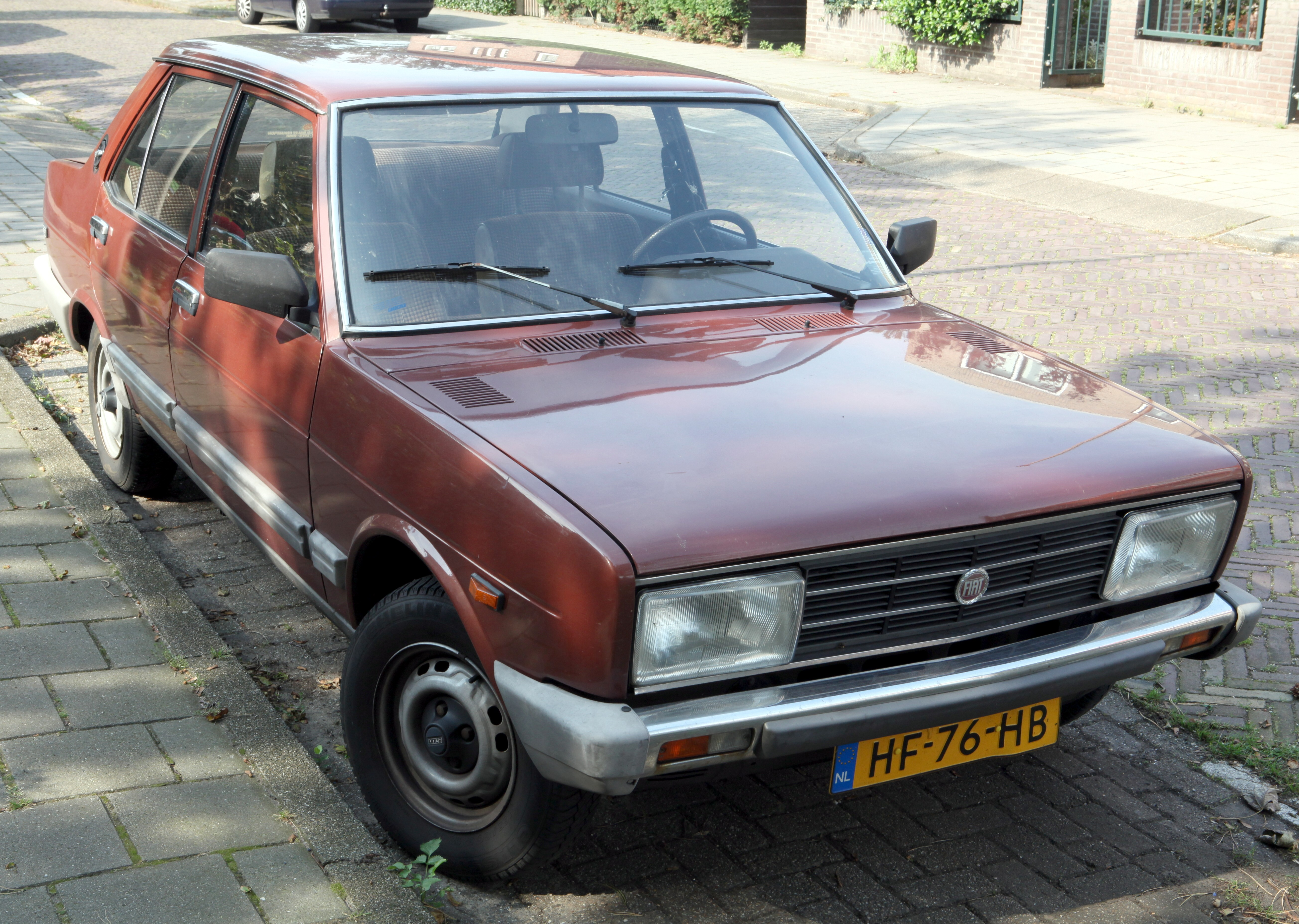
Fiat 131 Mirafiori (1981–1984)
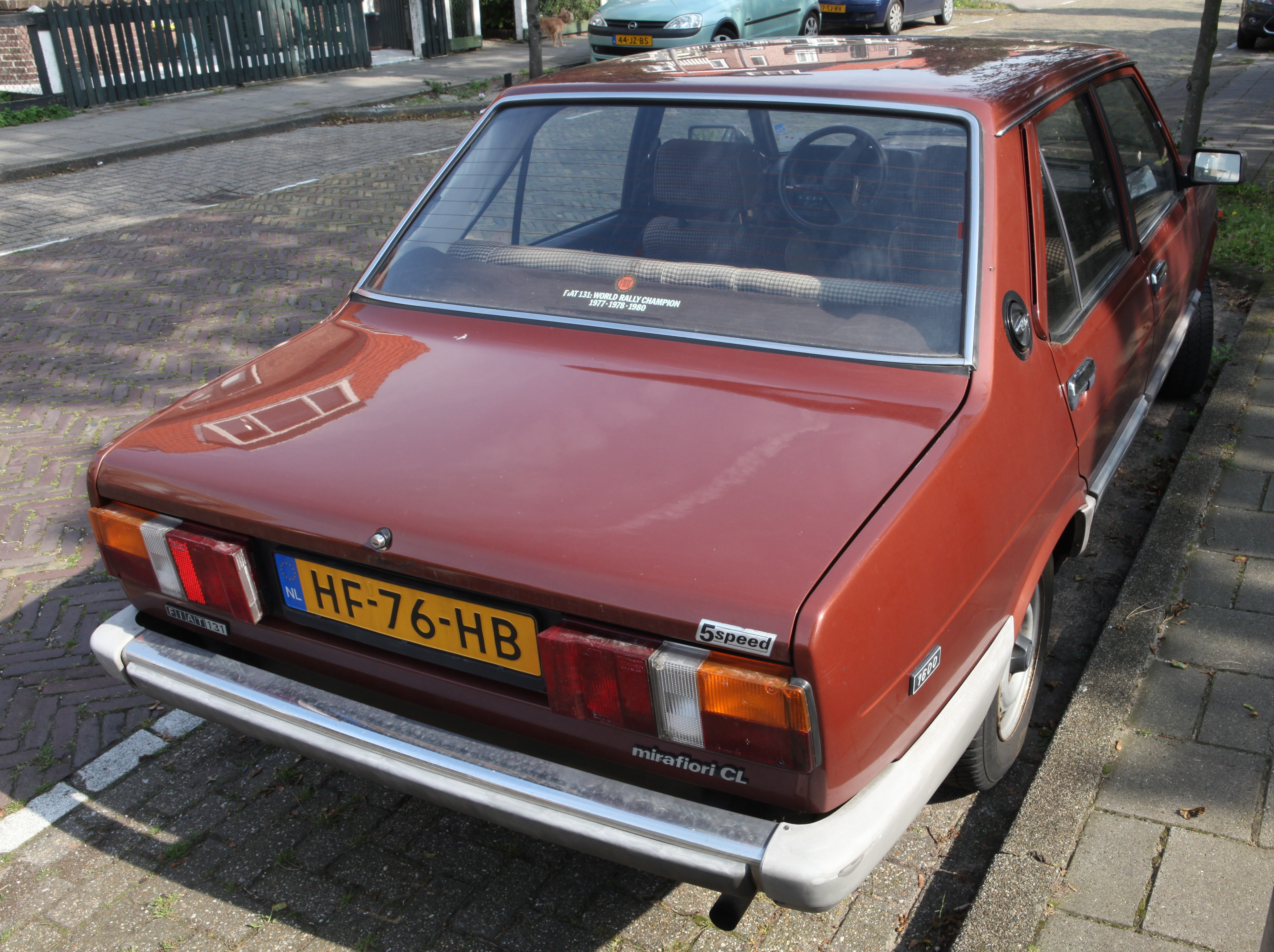
Зад
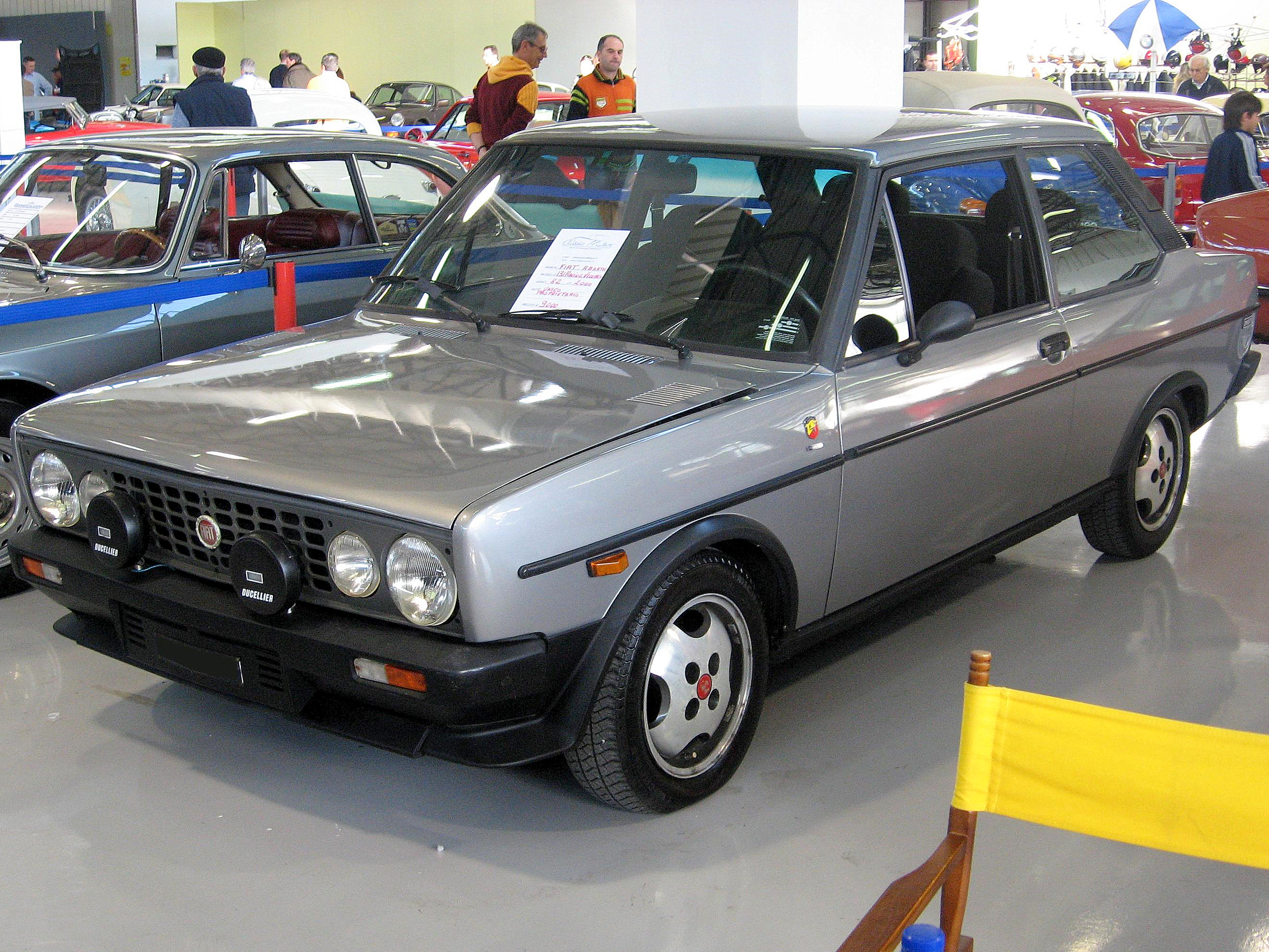
Fiat 131 Racing Volumetrico Abarth (1981)